# Christopher Polhem
Christopher Polhem (Visby, 1661. december 18. – Stockholm, 1751. augusztus 30.) svéd gépészmérnök, feltaláló, „a svéd mechanika atyja”. Magyarországon rendszeresen „magyar származású”ként említik.

## Élete, munkássága
Christopher Polhammar néven született Gotland szigetén. Egyetemi tanulmányait az Uppsalai Egyetemen és a Harderwijki Egyetemen végezte.
1700-1716 között a faluni bányában alkalmazták egy külön neki kitalált funkcióban, mint „ezermester művészt”. Meghálálta a bizalmat: a bánya termelését több száz fifikás szerkezettel, leleményes műszaki megoldással lendítette fel. 
Az élet minden területén számos találmánya volt:
- bonyolult órákat javított és készített,
- XII. Károly svéd király felkérésére ő kezdett bele a Svédországot átszelő Göta-csatorna építésébe,
- hordozható gabonamalmot tervezett a hadsereg számára,
- zárat szerkesztett a boroshordókra, nehogy azokat a gazda tudta nélkül csapolják meg,
- számtalan zsilipet és vízemelő szerkezetet épített,
- bányákban alkalmazható szállítószerkezetet tervezett (az óriási, vízzel hajtott Polhem-kerék egyfajta futószalagot mozgatott, amin folyamatosan hozták a felszínre a kibányászott ércet),
- sokak által ismert találmánya a Polhem-zár, az általunk ismert biztonsági zár talán első változata,
- készített félautomata grillforgatót, stb.

Eredményeiért XII. Károly nemessé emelte; ettől fogva használta a Polhem nevet.
A már életében híressé vált feltalálót I. György angol király és Nagy Péter is szerette volna udvarába édesgetni.

## Emlékezete
Mivel ő – számos egyebek közt – a kardáncsukló egyik feltalálója is, a kardáncsuklót angolszász nyelvterületen gyakran Polhem-csuklónak nevezik. Több szerkezetének makettjét, illetve rajzait a faluni bányamúzeumban állították ki – a látogatók több makettet ki is próbálhatnak. Egykori saját kutatólaboratóriuma, a híres Stjärnsund ma Polhem munkásságát bemutató múzeum.
Az ő arcmása díszíti a svéd 500 koronás bankjegyet. Szerte Svédországban számtalan, rekonstruált Polhem-kerék látható; Falun mellett van egy ezeknél is nagyobb, a Ludvika.
Emléktáblája áll a Miskolc-Felsőhámorban berendezett Kohászati Múzeumban. 